# 內蒙古龍屬
內蒙古龍屬（學名：Neimongosaurus）是鐮刀龍超科恐龍的一屬，生存於白堊紀晚期的中國，距今約8500萬年前。

## 化石及物種
化石是在1999年發現於中國內蒙古的二連組（Iren Dabasu Formation），地質年代約8500萬年前。內蒙古龍的正模標本（編號LH V0001）是一個部分頭顱骨與身體骨骼，包含：部分腦殼、右下頜的前段、接近完整的脊柱、叉骨、肩帶、左右肱骨、左橈骨、部分骨盆、部分後肢。正模標本所保存的脊椎數目，是鐮刀龍科單一個體中最多的，而且是擁有所有四肢骨頭的標本。副模標本（編號LH V0008）則是一個薦骨與腸骨。
模式種是楊氏內蒙古龍（N. yangi），是由張曉虹、徐星、保羅·塞里諾（Paul Sereno）等人在2001年描述、命名的。屬名是以中文的內蒙古、古希臘文的蜥蜴所構成，種名則是以中國古生物學家楊鍾健為名。

## 古生物學
內蒙古龍的身長估計約2.3公尺。根據下頜的牙齒形狀、稀疏鋸齒邊緣，顯示牠們是一類草食性恐龍。牠有著很多鐮刀龍超科的特徵，例如齒骨前部沒有牙齒、前部頸椎的神經棘較低矮等。不過，牠也有一些不同於其他鐮刀龍科的特徵，例如：橈骨有明顯的二頭肌結節點、及腳掌趾骨的近端非常發達等。內蒙古龍具有延長的頸椎，肩胛骨末端逐漸縮小。
另外，內蒙古龍的脊椎有很多內部空間，顯示牠是非常衍化的恐龍。牠的長頸部及短尾巴很像偷蛋龍科，所以有學者認為鐮刀龍科是偷蛋龍科的近親。
內蒙古龍被命名時，被歸類於鐮刀龍超科的基礎位置。之後的親緣分支分類法研究，提出內蒙古龍是種進階型鐮刀龍科。2010年的研究則主張內蒙古龍是原始鐮刀龍超科恐龍，如同炊的研究。

## 外部連結
- The Dinosauricon: Neimongosaurus （页面存档备份，存于）